# 氢化酶
氢化酶（英語：Hydrogenase）是一种可以可逆地催化氢气氧化还原的酶,如下方程式：
（1）  H2 + Aox → 2H+ + Ared
（2）  2H+ + Dred → H2 + Dox
式（1）是氢气的氧化过程，Aox为电子受体，即氧化剂，如氧气、硝酸根、硫酸根、二氧化碳、富马酸等等；式（2）是质子的还原过程，Dred为电子给体，是还原剂，比如铁氧还蛋白和细胞色素 c3。所以，在生物体内，小分子和大的生物蛋白分子都可以作为实质的电子的给体或者受体。
根据氢化酶活性中心的金属原子组成，可以分为3类：镍铁类, 双铁类，和单铁类。它们的活性中心的结构如下图所示。
2004之前，单铁氢化酶被误认为是不含金属中心的。后来，Thauer等人确认这种“无金属”酶的活性中心事实上含有一个铁原子。
与双铁类氢化酶不同的是，单铁氢化酶的活性中心只包含一个铁原子，而且没有铁-硫簇结构。镍铁类和双铁类氢化酶有一些共同点，比如每个酶都只有一个活性中心，每个活性中心都有铁-硫簇结构，它们的金属活性中心都有一氧化碳（CO）和氰根离子（CN-）配体。

三种氢化酶和它们的金属活性中心的结构：（A）镍铁类, （B）双铁类和（C）单铁类